# Hypsoides kiriakoffi
Hypsoides kiriakoffi är en fjärilsart som beskrevs av Pierre E.L. Viette 1965. Hypsoides kiriakoffi ingår i släktet Hypsoides och familjen tandspinnare. Inga underarter finns listade i Catalogue of Life.